# Hostals
Els Hostals o ets Hostals són una part del nucli urbà de Santa Maria del Camí, nascut al costat del camí que unia Ciutat i Inca, a partir d'establits de la Cavalleria de Santa Maria del Camí del segle xvii.
L'any 1639 Salvador d'Olesa vengué unes cases anomenades lo hostalet de Santa Maria. Prop d'aquest hostal el 1643 s'esmenta la plassa de la sínia y pou. El 1680 ja existien dos hostals, un dels quals era l'Hostal de Morell (avui Can Quelet). El 1682 els frares mínims fundaren als Hostals una església i convent o s'hi situà una escola i apotecaria.
Amb la constitució d'una vila entorn de la plaça i la formació del nucli dels Hostals, el poble a finals del s. XVII restà dividit en dos nuclis aïllats, sense un procés urbanístic planificat que tendís a unir-los. L'única via, durant dos segles, de connexió era el carrer Llarg (l'antic Camí de Sóller o de Bunyola). Fins als s. XIX i XX no s'acabaren de soldar les dues unitats de població.